# Шехтман Мануїл Йосипович

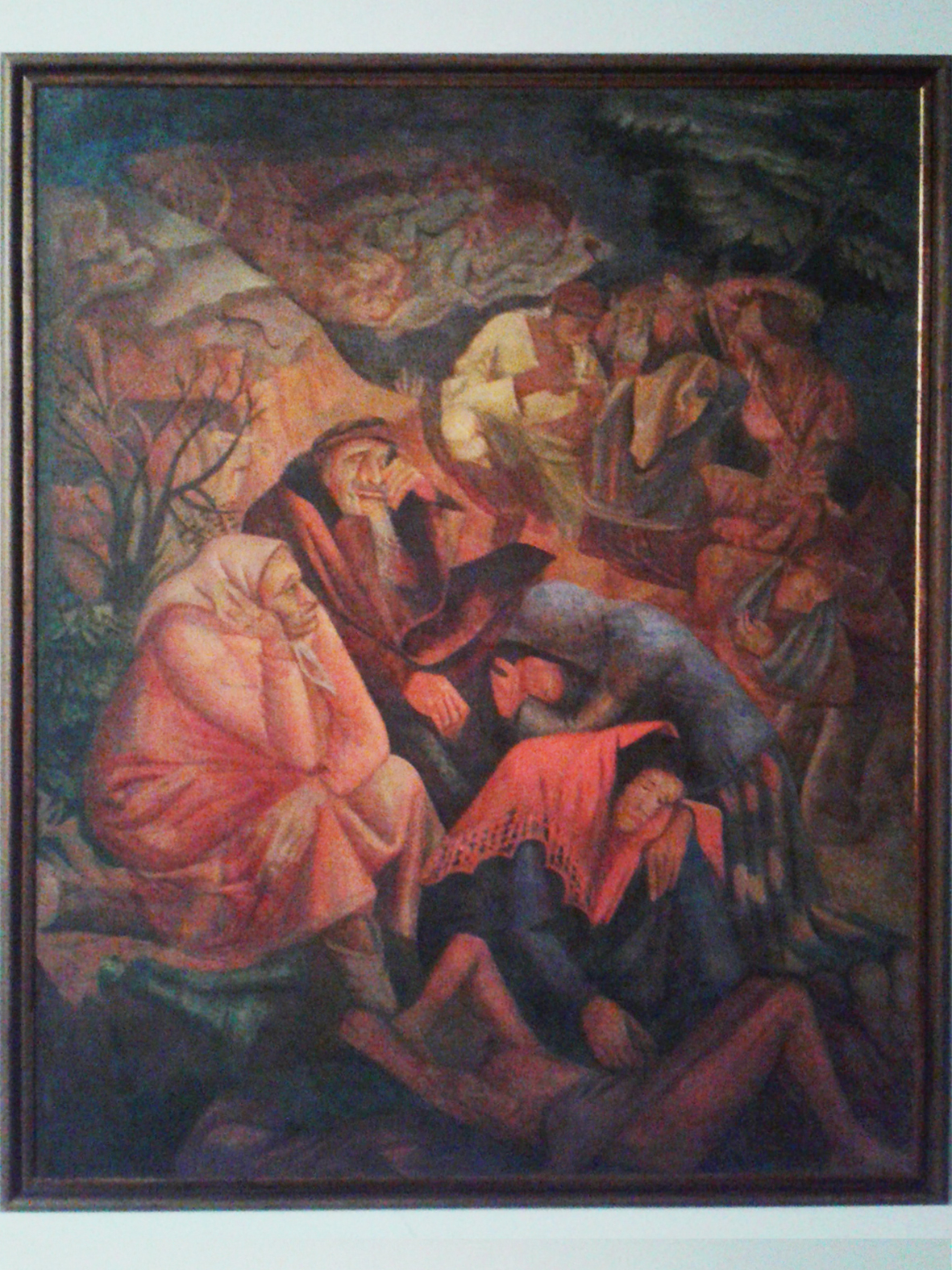
М. Шехтман «Єврейський погром» (1926)

Мануїл Йосипович Шехтман (2 лютого 1900, Липники, Овруцький повіт, Волинська губернія, Російська імперія, нині — Коростенського району Житомирської області — 1941, загинув під Москвою) — український художник, митець-монументаліст, графік, театральний художник, належав до творчої групи «бойчукістів». Член Асоціації революційного мистецтва України.

## Біографія
Народився 2 лютого 1900 року в селі Липники на Житомирщині.
Навчався у Київському художньому училищі (1913—1920), Українській державній академії мистецтв в майстерні монументального живопису Михайла Бойчука (1920—1927). З 1921 року брав участь на республіканських, всесоюзних та зарубіжних виставках. Був членом Асоціації революційного мистецтва України. Крім станкових творів «Мати», «Погромлені», «Жахи війни», «Переселенці» й інших, брав участь у розписах Селянського санаторію на Хаджибейському лимані в Одесі (фрески «На панщині», «Жахіття імперіалістичної війни» та «Свято врожаю» (остання в співавторстві з бойчукістами Кирилом Гвоздиком, Миколою Рокицьким та Олександром Мизіним, 1928). Фрески «На панщині» і «Свято врожаю» знищені за так званий «націоналістичний формалізм». Працював в театральній студії «Аманут» у Києві, завідував відділом мистецтва Всеукраїнського музею єврейської культури імені Менделя Мойхер-Сфорима в Одесі (1929–1932).
З 1934 року мешкав та працював у Москві, писав пейзажі в єврейських колгоспах Криму (1930-і); 1939 року оформив спектакль «Гершеле Острополер» в Московському державному єврейському театрі. Працював також як графік і скульптор. На початку німецько-радянської війни добровольцем вступив до лав народного ополчення. Загинув 1941 року у боях під Москвою.
«Що таке картина?, — розмірковував Мануїл Шехтман. — Це сконцентрована, образна передача дійсності, котра впливає на наші емоції. Картина — це показ сприйняття життя в образах. Наука — доводить, аналізує, обгрунтовує те чи інше положення, факт. Мистецтво — синтезує, узагальнює».